# Tannen-Stachelbart
Der Tannen-Stachelbart (Hericium flagellum, Syn.: Hericium alpestre), auch Bartkoralle, ist eine Pilzart aus der Familie der Stachelbartverwandten.

## Merkmale
Die Fruchtkörper des Tannen-Stachelbarts sind weiß und bei zunehmendem Alter cremefarben bis gelblich. Aus einem Basisstrunk verzweigen sich büschelige Äste mit 0,5–2 cm langen Stacheln. Der gesamte Pilz hat einen Durchmesser von 20–40 cm, im Extremfall bis zu 60 cm. Der Geruch ist angenehm würzig. Das Sporenpulver ist weiß; die Sporen sind unter dem Mikroskop glatt bis fein punktiert und fast kugelförmig (5–6,5 × 4,5–5,5 µm).

## Ökologie und Verbreitung
Der Tannen-Stachelbart wächst im Unterschied zu den anderen Stachelbärten auf Nadelholz, besonders Tannen, mitunter auch Fichten. Er erscheint vor allem als Saprobiont auf Totholz, aber auch parasitär auf absterbendem Lebendholz. Er kann in Bodennähe, aber auch höher am Stamm wachsen. Er bevorzugt kühle, feuchte Standorte von der hochkollinen bis zur hochmontanen Lage. Der Pilz ist in Europa und Nordamerika anzutreffen und fruktifiziert von September bis November.

## Gefährdung
Der Tannen-Stachelbart gilt in Deutschland als stark gefährdet (Rote Liste 2), in der Schweiz ist er als VU (verletzlich) eingestuft.

## Bedeutung
Der Tannen-Stachelbart ist essbar und gilt sogar als Heilpilz bei Erkrankungen des Verdauungstrakts. Aufgrund seiner Seltenheit sollten wilde Vorkommen jedoch unbedingt geschont werden. Außerdem gilt die Art als Naturnähe-Anzeiger für die Qualität von Wäldern.